# Прапор Вологодської області
Прапор Вологодської області є офіційним символом Вологодської області.

## Опис
Прапор являє собою прямокутне полотнище з відношенням ширини до довжини 2:3 білого кольору із зображенням герба Вологодської області у верхньому куті древка. Уздовж сторони полотнища, протилежної ратищу, розташована червона смуга шириною в 1/5 довжини полотнища.
Підйом (розміщення) і вивішування прапора Вологодської області регулюється законом "Про прапор Вологодської області".